# Caraco

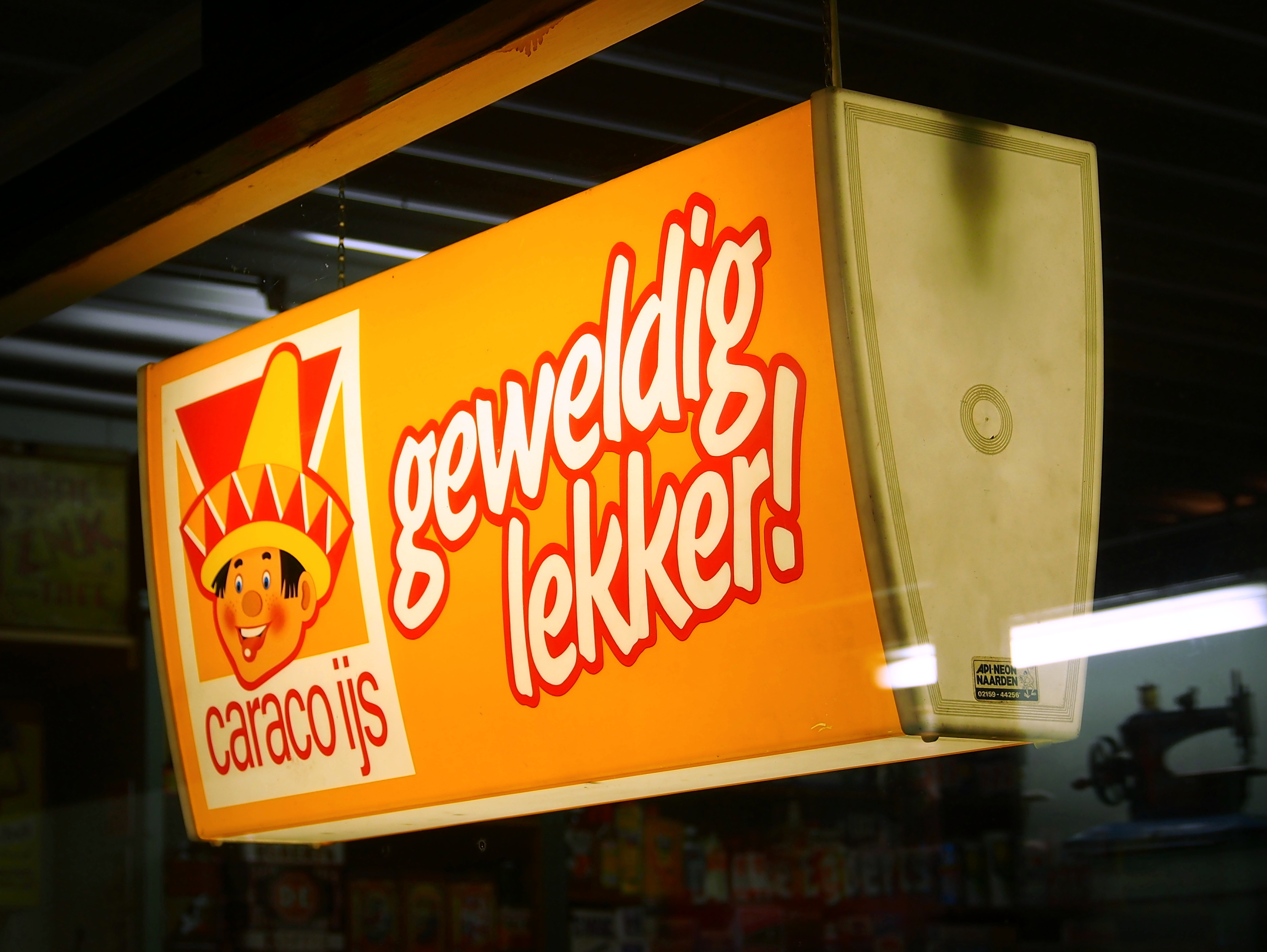
Lichtreclame voor Caraco IJs

Caraco is een voormalig Nederlands ijsmerk uit Hellendoorn. Het logo van Caraco ijs was het Mexicaantje met Oranje Hoed, een lachend kinderhoofd met een oranje Mexicaanse hoed.
De geschiedenis van Caraco ijs gaat terug tot 1936. D.J. Valk begon toen een bakkerswinkel aan de Dorpsstraat in Hellendoorn (nu een museum). Zijn zoon Gerrit nam het bedrijf in 1953 over en specialiseerde zich in het ambacht van banketbakkerij. Hier kwam het banketbakkersijs uit voort, wat een groot succes werd in Hellendoorn en omstreken. Vanaf 1952 werden roomijsjes op stokjes machinaal geproduceerd. De installatie, die nogal wat handwerk nodig had, produceerde 4000 ijsjes per dag. In 1958 werd een volautomatische machine van het merk Rollo uit Zweden geïmporteerd. Deze produceerde 4000 ijsjes op een stokje per uur. In 1960 legde het bedrijf zich geheel toe op het maken van ijs. Gerrit Valk wijzigde in 1964 de merknaam de Valk in Caraco, wat succesvol bleek te zijn en noopte tot uitbreiding. In 1972 werd de Caraco IJsfabriek aan de Reggeweg gebouwd, die nog in productie is.
De samenwerking met Unilever begon omstreeks 1980. Dit concern nam de fabriek in 1985 geheel over.
In 1996 werd de merknaam Caraco opgeheven, hoewel in de fabriek in Hellendoorn nog steeds ijs wordt gemaakt, dat onder de merknamen Ola, Hertog en Ben & Jerry's wordt verkocht. Tot 2010 werd door Unilever ongeveer 20 miljoen euro in de fabriek geïnvesteerd. Men legde zich vrijwel geheel toe op de productie van Ben & Jerry's ijs. Hierdoor moest de productie van Hertog-ijs naar een andere locatie verhuizen.
In de zomer van 2017 was Caraco tijdelijk in diverse supermarkten te koop.